# Pascal Ragondet
Pascal Ragondet (La Seyne-sur-Mer, 10 agosto 1983) è un pallavolista francese.
Gioca nel ruolo di libero nell'Association Sportive Cannes Volley-Ball.

## Carriera
La carriera di Pascal Ragondet, fratello di Emmanuel e Olivier, entrambi pallavolisti, inizia nell'Association Sportive Cannes Volley-Ball all'età di vent'anni: qui ottiene il suo primo trofeo, vincendo il titolo di campione di Francia 2004-05, dopo aver perso in finale il campionato precedente; disputa poi la stagione 2006-07 nel Nice Volley-Ball, senza però riuscire ad ottenere la salvezza. Seguono poi due annate nel Tourcoing Lille Métropole Volley-Ball: nel 2008-09 raggiunge sia la finale del campionato che quella della Coppa di Francia, perdendole entrambe.
Dal campionato 2009-10 è tornato nell'Association Sportive Cannes Volley-Ball, perdendo tre finali, due di campionato e una di Coppa di Francia.

## Palmarès
- Campionato francese: 1

2004-05